# Пор-Бажын
Бор-Бажин (тув. Пор-Бажың — «глиняный дом») — развалины крепости на острове посреди озера Тере-Холь в Тере-Хольском кожууне Республики Тыва (Российская Федерация).

## История

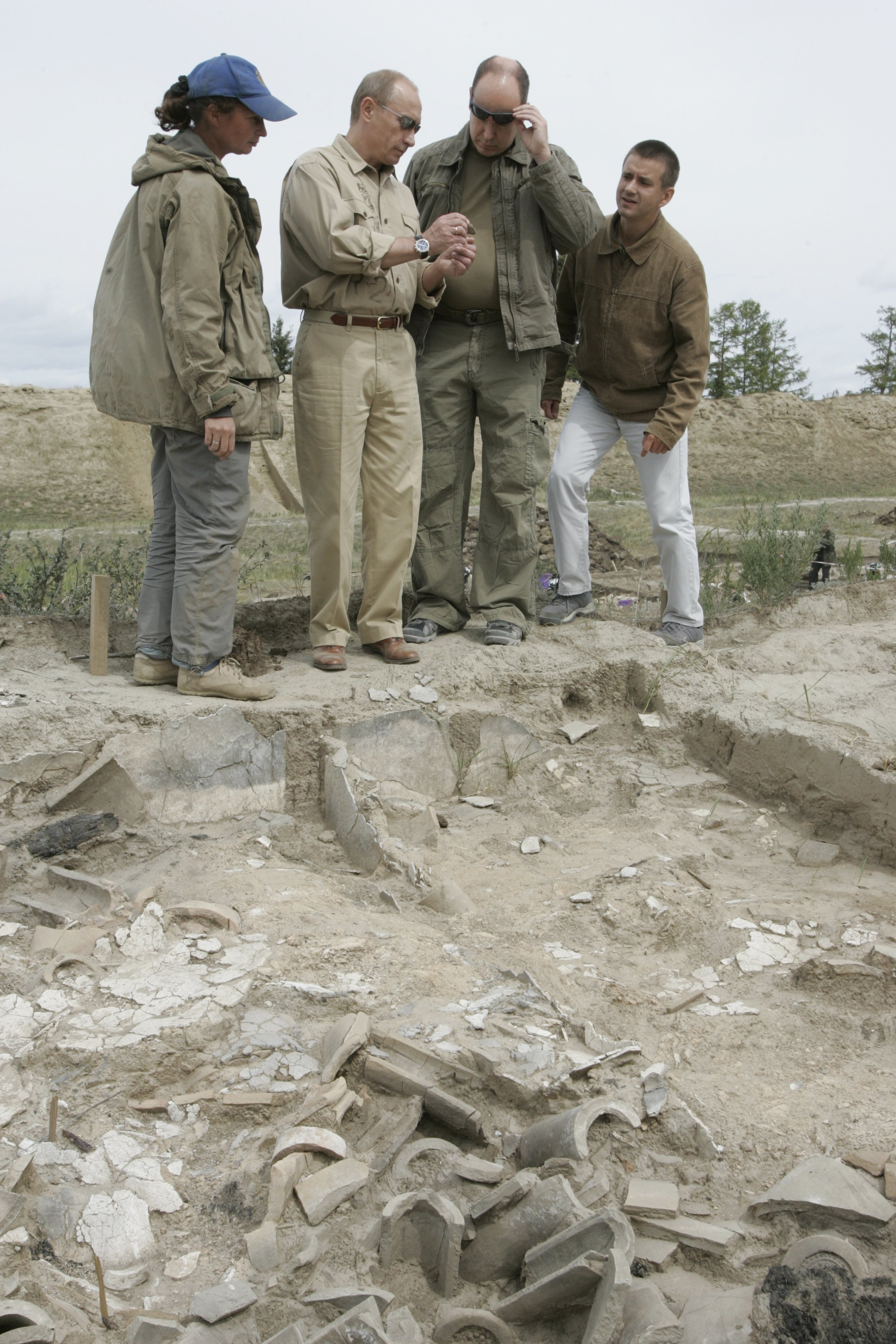
Владимир Путин и Альбер II, август 2007 года.

Строительство крепости было начато летом 777 года (дата установлена методом дендрохронологии с использованием события Мияке 775 года) во времена третьего Уйгурского каганата (744—840 гг. н. э.) при правлении Бёгю-кагана. Крепость имеет очертания прямоугольника с чёткой внутренней планировкой, которая включает центральное сооружение и систему дворов с небольшими постройками в центре по внутреннему периметру стен. В центре восточной стены располагались ворота с укреплёнными башнями. Крепость протянулась с запада на восток на 211 метров, с севера на юг — на 158 метров, общая площадь крепости — 3,3 гектара, высота стен — до 9,5 метров.
Комплекс с лабиринтной структурой внутренних стен занимает почти всю площадь острова, на котором он расположен. Он все еще поднимается до 12 м в высоту. Толщина наружных стен более 10 м. Здания построены из сырцового кирпича.
Крепость относительно хорошо сохранилась вследствие труднодоступного расположения и удалённости от транспортных маршрутов. Добраться в район крепости можно только по воздуху либо в сухой период на автомобиле повышенной проходимости.

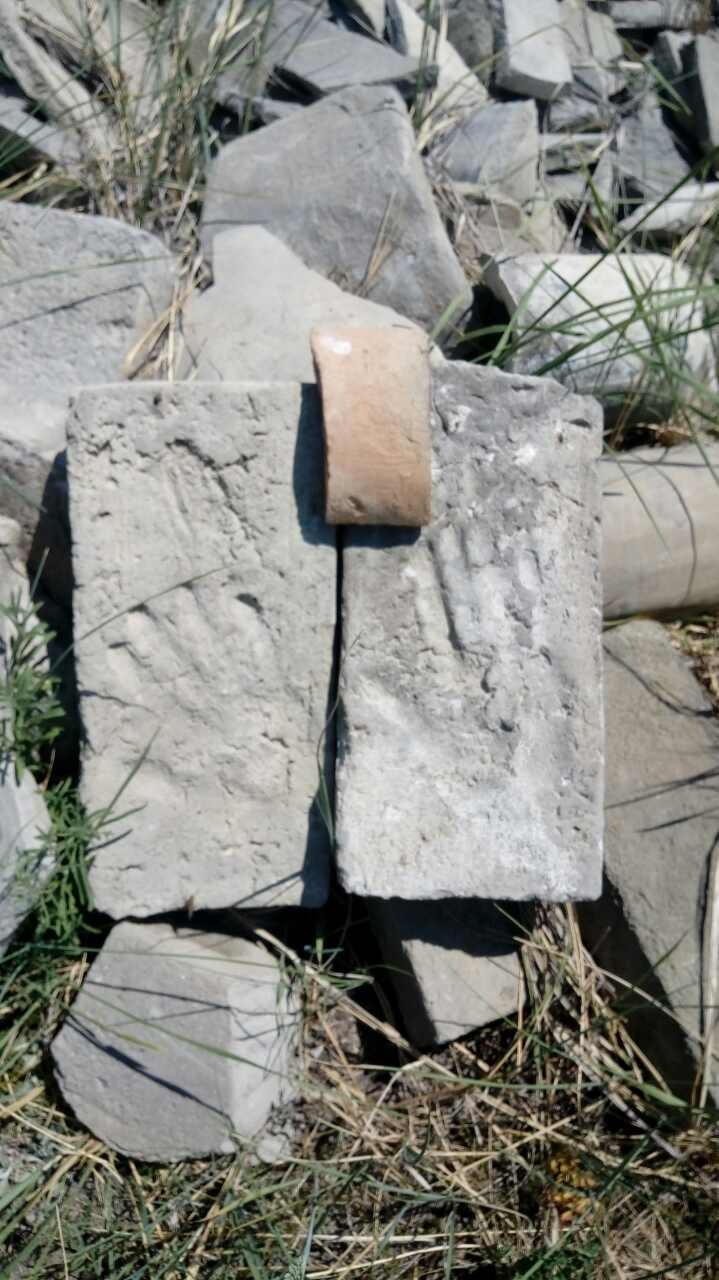
Древняя черепица среди руин крепости Пор-Бажын

Развалины крепости были обнаружены в 1891 году сотрудником Минусинского музея Д. А. Клеменцем. В 1957—1963 годах на остров была организована археологическая экспедиция, руководителем которой был профессор Института этнологии и антропологии РАН Севьян Вайнштейн. В 1995 году на основании Указа Президента Российской Федерации от 20 февраля 1995 г. № 176 памятник приобрел статус памятника федерального значения под наименованием «Древнеуйгурская крепость „Порбажин“, VIII—IX вв. н. э.»
В 2004 году правительством Тувы была принята программа развития культуры Тувы на 2005—2010 годы, в рамках которой планировалось создание парка-крепости «Пор-Бажын».
1 июня 2007 года под эгидой МЧС России в Пор-Бажыне начала работу археологическая экспедиция, в ходе которой была предпринята попытка восстановить здание храма (дворца). В экспедиции, помимо археологов и сотрудников МЧС, принимают участие студенты различных вузов России.
Археологический полевой лагерь и остров, на котором находится крепость, соединяет свайный мост. Его длина составляет 1,3 километра. В лагере постоянно находится технический персонал в количестве 38 человек и 21 единица вспомогательной техники.
13 августа 2007 года Пор-Бажын посетили президент России Владимир Путин и князь Монако Альбер II.
Пор-Бажын стал известен на всю страну благодаря усилиям Сергея Шойгу. Для археологической экспедиции на развалины древнеуйгурской крепости создан Культурный фонд «Крепость Пор-Бажын». Его президентом является известный предприниматель и политический деятель М. В. Игнатова. Этот научный проект, в котором приняли участие более ста учёных самых разных специальностей, стал также акцией по патриотическому воспитанию молодежи.

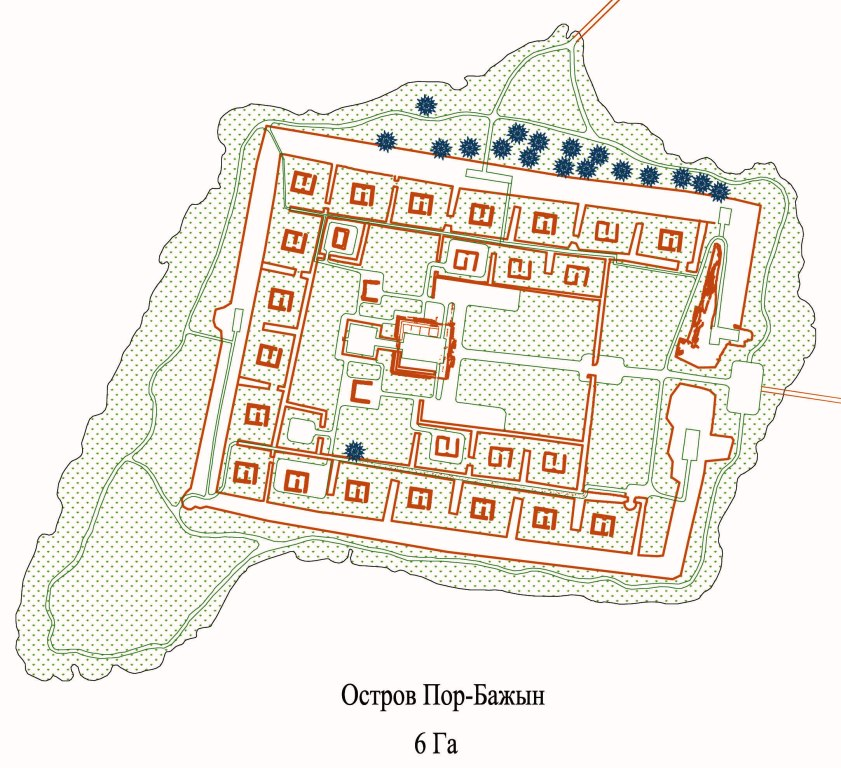

Анализ древнеуйгурских рунических памятников Монголии показывает, что упоминаемая в них западная летняя ставка уйгурских каганов Касар-Куруг, существовавшая в 750—760 годах, находилась на территории Тувы близ бассейна реки Тэс на месте городища Пор-Бажын. Крепость Пор-Бажын с дворцовым комплексом были сооружены по приказу уйгурского кагана Моюн-чура (Баян-чора) во время похода на тюркское племя чиков в 750 году. Вскоре после возведения в крепости произошёл пожар. В одном из небольших помещений под полом был найден клад из 58 железных заготовок, из которых ковали оружие.